# The Center Won't Hold
The Center Won't Hold è il nono album in studio della rock band americana Sleater-Kinney, pubblicato il 16 agosto 2019 da Mom + Pop Music.
A gennaio 2018, si diceva che la band stesse lavorando al seguito di No Cities to Love, anche se Carrie Brownstein ha affermato che "lo faranno molto lentamente". Nel gennaio 2019, la band ha annunciato che un nuovo album sarebbe atteso per lo stesso anno, prodotto da St. Vincent.
Questo è l'ultimo album con il batterista Janet Weiss, che ha annunciato la sua partenza dalla band il 1º luglio 2019.
"Hurry On Home" è stato pubblicato come singolo principale dell'album il 29 maggio 2019.
The A.V. club ha incluso "Hurry On Home" come parte della sua lista dei 30 migliori brani rock queer del 2019 e la recensione di Katie Rife ha dato una valutazione positiva, scrivendo: "Elegante e tagliuzzata, la canzone porta il marchio del produttore St. Vincent, la cui sensualità sensuale si scontra con il pesante riffage di Sleater-Kinney con tutto il potere - e il valore dell'intrattenimento - di Godzilla che combatte contro King Kong." Alla pubblicazione dell'album, Rife gli diede una A, lodando la rilevanza del songwriting e la produzione di St. Vincent.

## Tracce
1. The Center Won't Hold – 3:04
2. Hurry On Home – 2:48
3. Reach Out – 3:31
4. Can I Go On – 3:31
5. Restless – 2:42
6. Ruins – 5:18
7. Love – 2:16
8. Bad Dance – 2:45
9. The Future Is Here – 3:00
10. The Dog/The Body – 4:22
11. Broken – 3:03